# Триандафилос Дукас
Триандафилос Дукас (на гръцки: Τριαντάφυλλος Δούκας) е гръцки предприемач, просветен деец и писател от Гръцкото Просвещение.

## Биография
Триандафилос Дукас е роден около 1762 година в западномакедонския град Костур, Османската империя, в заможно търговско семейство. Начално образование получава в родния си град. В 1774 година напуска Костур и се установява в Земун, където довършва образованието си и става учител. Инициатор е за създаването на гръцко училище в Земун, където преподава. Важен негов труд е „История на славяно-сърбите“ (Ιστορία Σλαβενο-Σέρβων) от 1807 година – първи разказ на сръбското въстание в началото на XIX век.